# La Motte-Chalancon
La Motte-Chalancon is een gemeente in het Franse departement Drôme (regio Auvergne-Rhône-Alpes) en telt 454 inwoners (2005). De plaats maakt deel uit van het arrondissement Die.

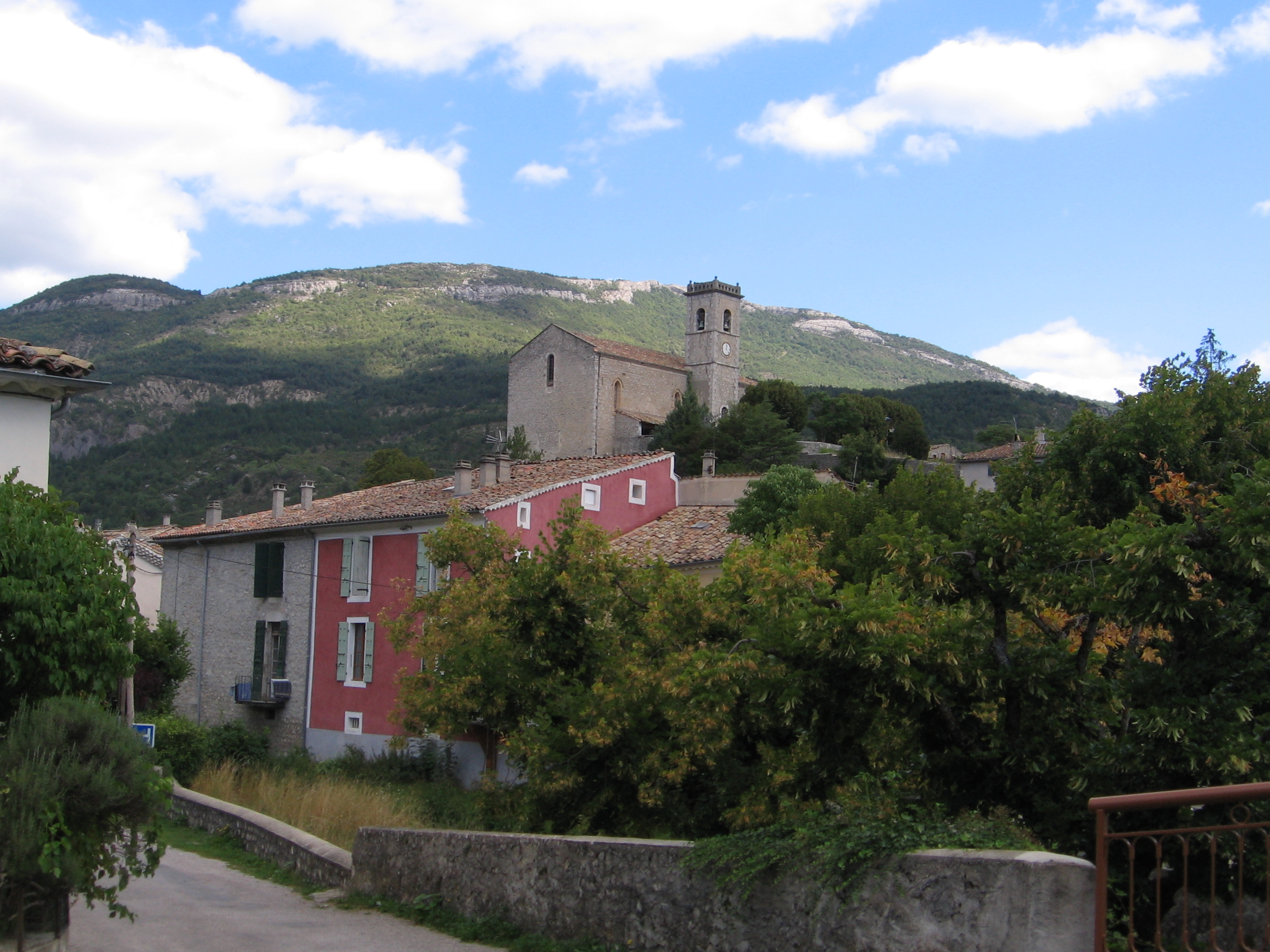
La Motte-Chalancon

## Geografie
De oppervlakte van La Motte-Chalancon bedraagt 22,5 km², de bevolkingsdichtheid is 20,2 inwoners per km².

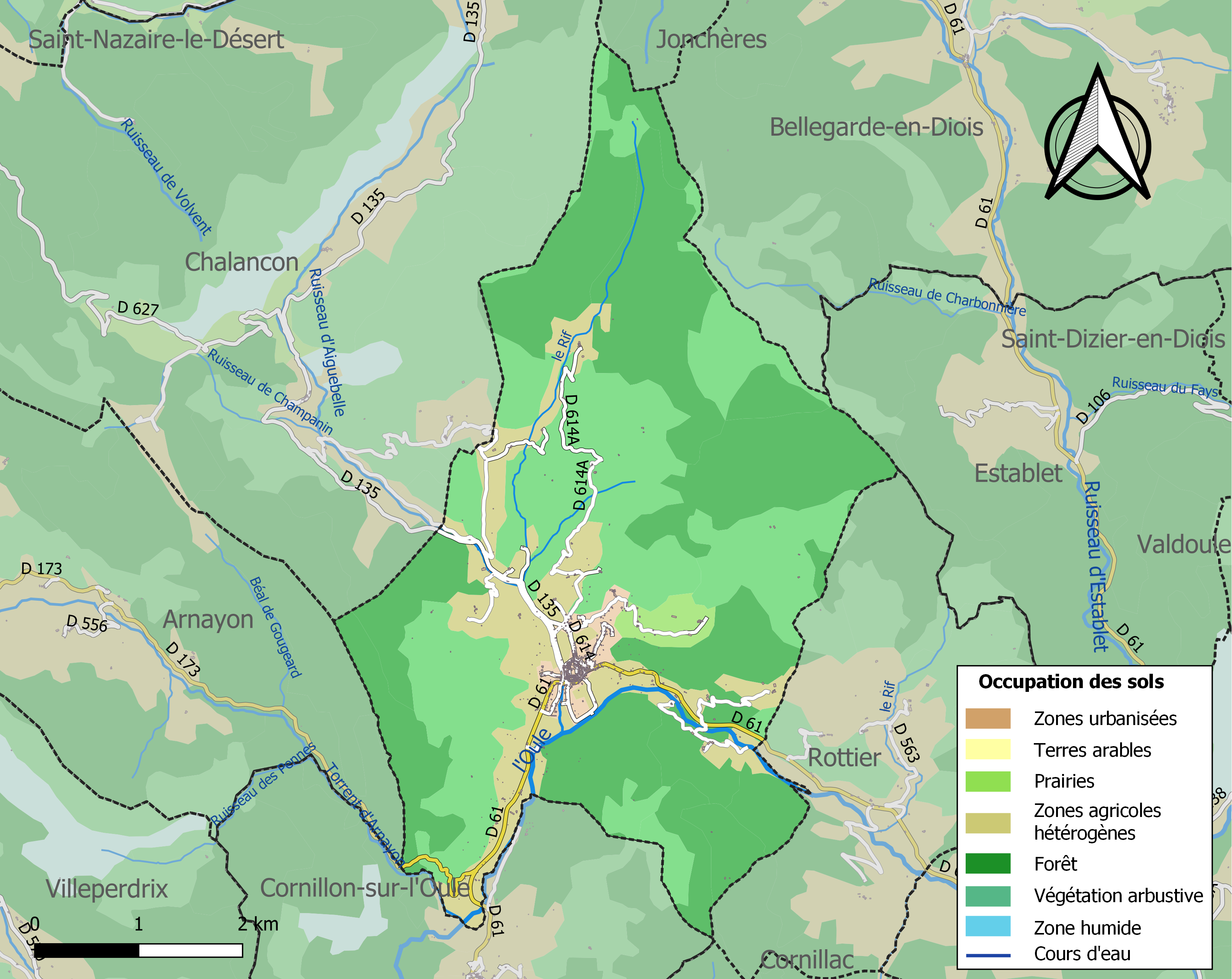
Kaart van de gemeente met belangrijkste infrastructuur, bodemgebruik en omliggende gemeenten

Het ligt aan het riviertje Oule.

## Demografie
Onderstaande figuur toont het verloop van het inwonertal (bron: INSEE-tellingen).